# Sanctuaire (catholicisme)
Pour les articles homonymes, voir Sanctuaire (homonymie).

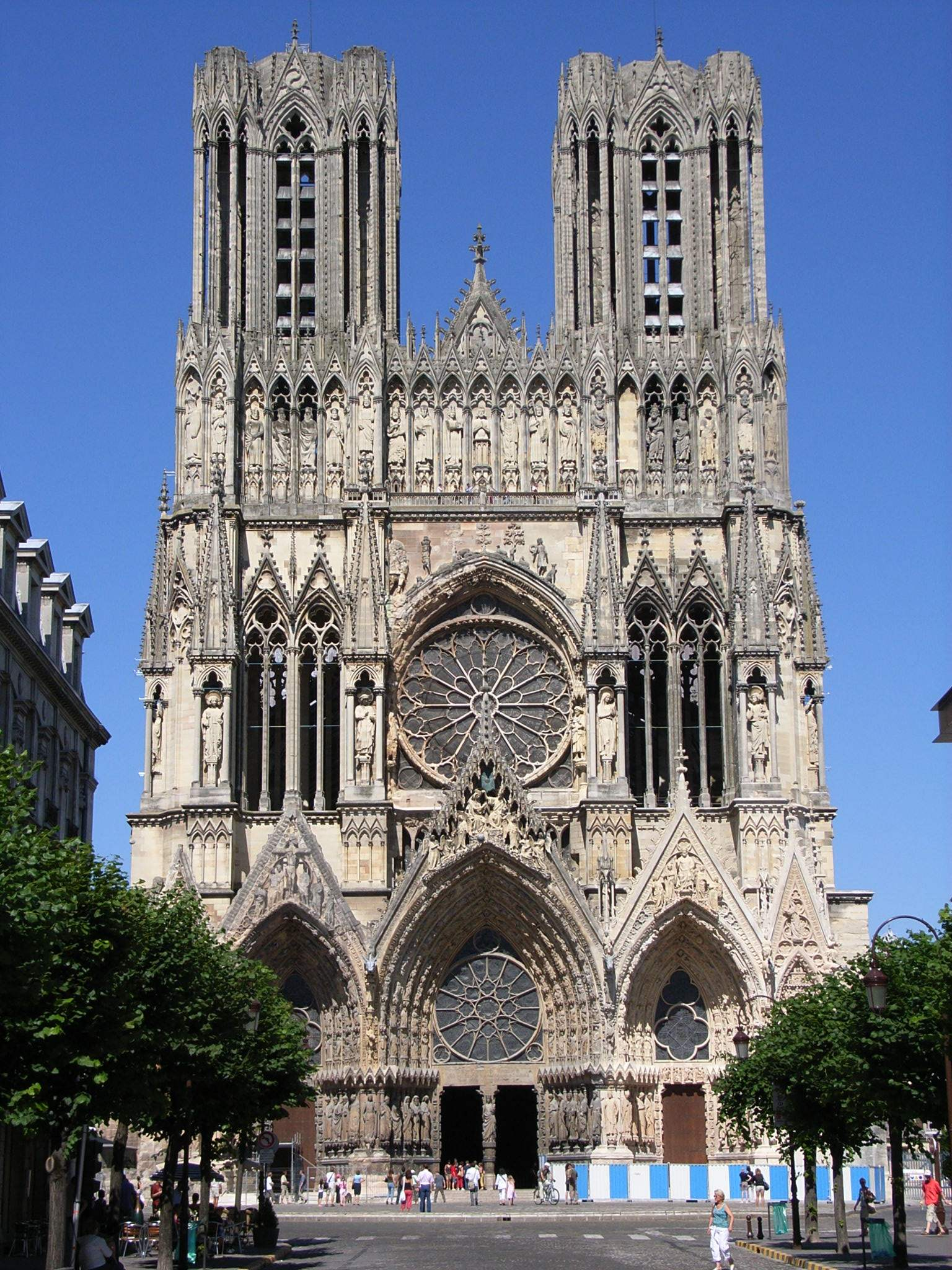
Façade de la cathédrale Notre-Dame de Reims en France, l’un des trois sanctuaires nationaux de la Conférence des évêques de France.

Un sanctuaire peut — en parlant d’un site de l’Église catholique — désigner informellement un lieu de pèlerinage comme dans d’autres religions. Mais le Code de droit canonique de 1983 caractérise ce qui est attendu d’un tel site, et définit précisément ce que doivent être un « sanctuaire diocésain », un « sanctuaire national » et un « sanctuaire international ».
Un sanctuaire diocésain (ou juste « sanctuaire ») est un édifice ou un lieu sacré accueillant des pèlerinages et reconnu notablement important par l’ordinaire du lieu, en général un évêque.
Un sanctuaire national est un sanctuaire diocésain reconnu par la conférence épiscopale référente comme ayant une importance religieuse, culturelle ou historique significative.
Un sanctuaire international est un sanctuaire national également reconnu par le Saint-Siège comme ayant une influence internationale. Il y en a en 2023 plus de dix, en majorité en Europe.
On trouve parfois le terme de « sanctuaire paroissial » pour désigner un lieu de pèlerinage n’ayant pas encore achevé les démarches nécessaires pour devenir un sanctuaire diocésain.
Le terme de « sanctuaire archidiocésain » est usuellement employé pour désigner un sanctuaire déclaré comme diocésain par un archidiocèse, sans que cela ne change quoi que ce soit.

## Définition et processus d’élection
L’élection d’un sanctuaire est décidée, selon qu’il est diocésain, national ou international, par l’ordinaire du lieu — en général un évêque, mais ce peut être également un vicaire général ou épiscopal —, la conférence épiscopale référente (nationale ou multi-nationale), ou le Saint-Siège (actuellement, par le Conseil pontifical pour la promotion de la nouvelle évangélisation).
Les statuts du sanctuaire (propriété et administration, essentiellement) doivent être approuvés par ces mêmes institutions.

### Sanctuaire diocésain
Les sanctuaires doivent être des lieux ayant une importante dévotion populaire. Ils doivent permettre une pratique de la liturgie convenable, et « annoncer avec zèle la parole de Dieu ». Les pratiques locales de piété populaire doivent y être facilitées, et des mesures de sécurité prises pour protéger les reliques ou autres objets de dévotion ainsi que les témoignages de piété. Un lieu qui remplit toutes ces obligations peut être proposé par la paroisse à l’ordinaire du lieu — en général un évêque, mais ce peut être également un vicaire général ou épiscopal — pour être désigné sanctuaire diocésain.

### Sanctuaire national
Lorsqu’un sanctuaire diocésain a acquis une importance certaine, il peut être proposé par l’évêque à la conférence épiscopale référente (nationale ou multi-nationale) afin d’être élu sanctuaire national. Il doit pour cela remplir certaines obligations, définies par la conférence épiscopale (voir par exemple le document normatif de la Conférence des évêques catholiques des États-Unis, l’USCCB), et passer par diverses étapes de confirmation. La conférence épiscopale a également le devoir de s’assurer de la qualité d’accueil et doit donc prévoir les démarches permettant la destitution d’un sanctuaire.

### Sanctuaire international

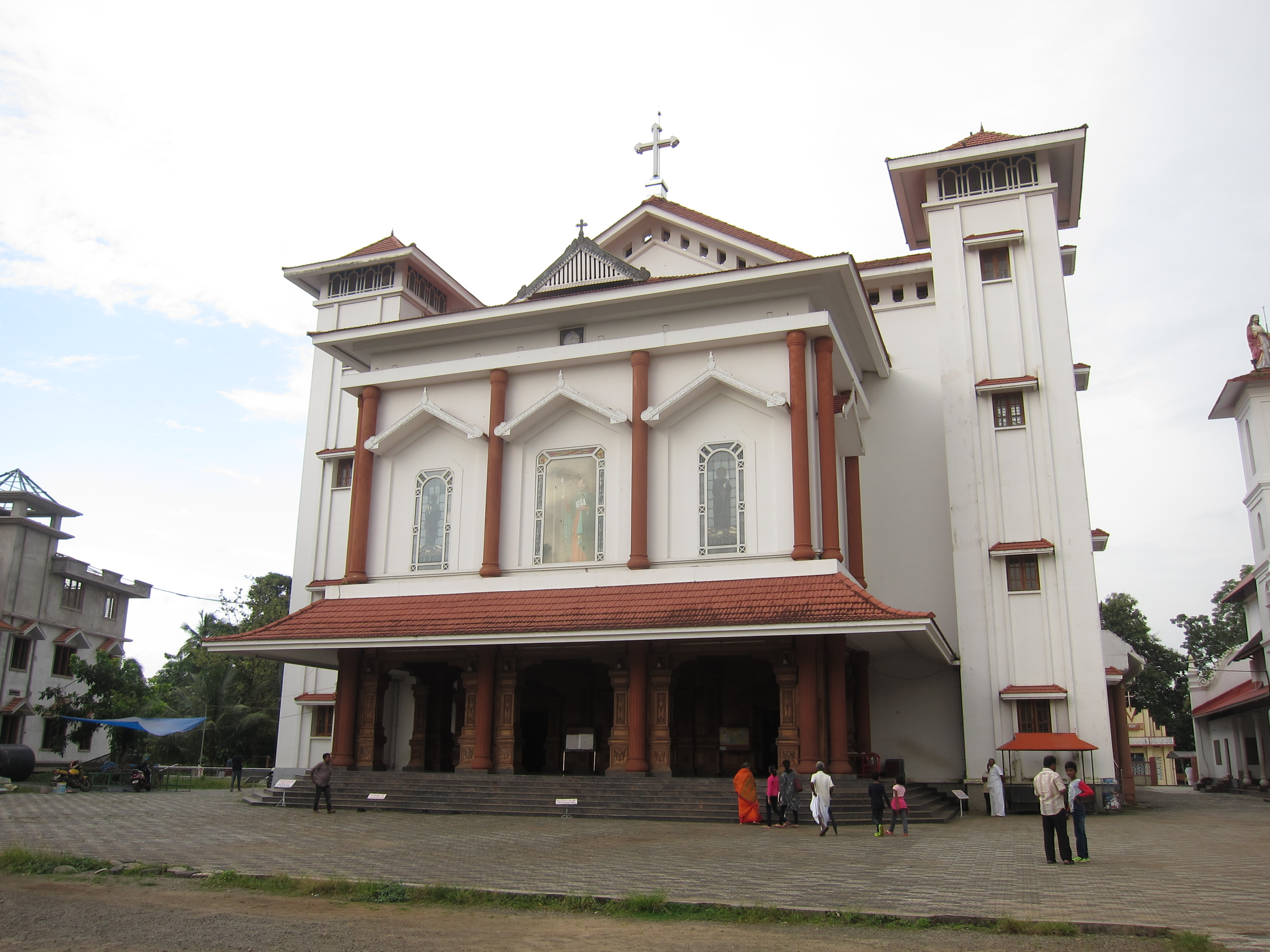
L’église Saint-Thomas de Malayattoor en Inde, l’un des sanctuaires internationaux.

Le Saint-Siège peut décider de la désignation d’un sanctuaire national comme sanctuaire international.
La gestion des sanctuaires internationaux a été historiquement confiée à la Congrégation pour le clergé, par la constitution apostolique de 1988 Pastor Bonus du pape Jean-Paul II. Le 11 février 2017, le pape François, par une lettre apostolique en forme de motu proprio nommée Sanctuarium in Ecclesia, transfère toutes les compétences liées aux sanctuaires au Conseil pontifical pour la promotion de la nouvelle évangélisation.

## Historique de la notion

### Avant le vingtième siècle
Le terme de « sanctuaire » désigne étymologiquement le « lieu le plus sacré » d’un édifice religieux, donc par exemple le lieu où se situe le maître-autel dans une église, ou l’emplacement d’un reliquaire. Par synecdoque, l’usage a progressivement glissé jusqu’à désigner le bâtiment religieux lui-même, et s’est de fait associé dans l’esprit avec les pèlerinages destinés à aller voir la relique ou le lieu saint, autour du XIXe siècle.
Les premiers lieux jouant pour le christianisme le rôle de sanctuaires — au sens général du mot — sont les lieux saints mentionnés dans les Évangiles et l’Ancien Testament ; les pèlerinages s’organisent dès le début du IIIe siècle et se multiplient au IVe siècle. Le Moyen Âge développe les cultes liés aux reliques des saints, et fait émerger de cela l’aspect économique du sanctuaire et la protection juridique du pèlerin.
Pour reconnaître et distinguer les édifices au centre d’un pèlerinage, l’Église met progressivement en place la notion de basilique. Ce titre est d’abord porté par de grandes églises ayant une importance historique religieuse forte, de manière honorifique. À partir du XVIe siècle, il revient au pape de nommer les nouvelles basiliques, permettant de mettre en avant un vocable, un saint ou un pèlerinage qu’il désire promouvoir.

### Définition contemporaine
Le mot « sanctuaire » est absent du Code de droit canonique de 1917. Les premiers usages officiels de l’Église catholique du terme dans le sens de « lieu de pèlerinage reconnu » datent des accords du Latran, en 1929,. Le texte était cependant en préparation depuis 1913 ; le juriste Arturo Carlo Jemolo qui travaillait dessus fait ainsi dès cette période une distinction entre sanctuaire « majeur » et « mineur ».

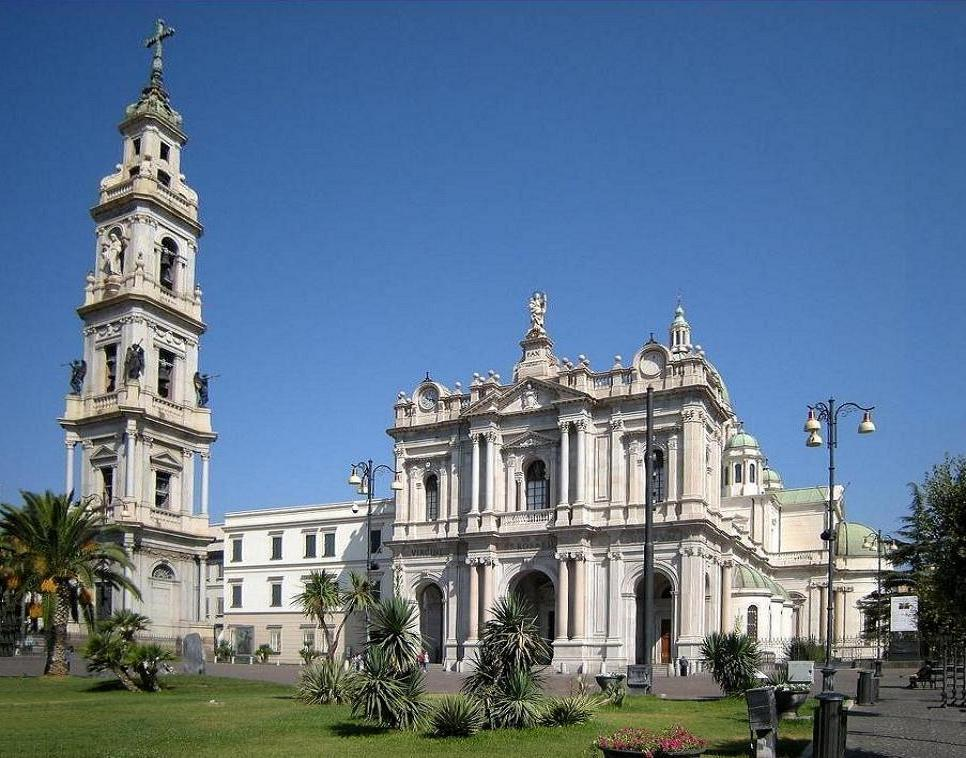
La basilique Notre-Dame-du-Rosaire de Pompéi en Italie, sélectionnée début XXe siècle par Jemolo comme exemple de « sanctuaire majeur » fin.

La première définition canonique du mot est proposée en 1955 au pape Pie XII par la Sacra congregatio de seminariis et studiorum universitatibus, et communiquée aux ordinaires le 8 février 1956 : un sanctuaire est « [une église ou un édifice sacré] destiné à l’exercice publique du culte, qui pour un motif particulier de piété est considéré par les fidèles comme un lieu de pèlerinage visant à obtenir des grâces ou à prononcer des vœux. »
La définition actuelle de « sanctuaire » apparaît finalement dans le Code de droit canonique de 1983, qui abroge celui de 1917. Elle précise différents « niveaux » en impliquant les prélats et les conférences épiscopales. Plusieurs lieux étaient déjà définis par « sanctuaire » ou « sanctuaire national » à cette date ; les différentes conférences épiscopales ont donc eu à édicter des règles pour gérer ces cas (voir par exemple les points 1 et 2 du document normatif de l’USCCB).
Alors qu’il apparaissait — une seule fois, cependant — dans le Code de droit canonique de 1917, le terme de « basilique » disparaît complètement de celui de 1983 ; cela suggère que le statut canonique des basiliques devrait à terme se fondre dans celui des sanctuaires.

### Évolution et précisions
Le Conseil pontifical pour la pastorale des migrants et des personnes en déplacement a publié le 25 mai 1999 un texte développant essentiellement le parallèle entre les sanctuaires tels que définis dans le Code de droit canonique et les sanctuaires de la Bible.
Le Directoire sur la piété populaire et la liturgie publié le 13 mai 2002 donne plusieurs conseils concernant la gestion des sanctuaires, concernant par exemple le fait de faciliter la pénitence, de prendre en compte la présence des pèlerins dans le cadre de la célébration de l’eucharistie, de permettre l’onction des malades, de valoriser la liturgie des Heures, de mettre en avant la charité, de développer l’aspect culturel du lieu, etc.
Deux « congrès mondiaux de Pastorale des pèlerinages et des sanctuaires » se sont tenus, le premier[Où ?] en février 1992 sous l’égide de Jean-Paul II, et le second à Saint-Jacques-de-Compostelle du 27 au 30 septembre 2010 sous l’égide de Benoît XVI.
Il faut noter également que certaines conférences épiscopales — des îles britanniques, notamment —, pour des raisons historiques et d’usage, peuvent accepter comme sanctuaire des reliques ou des reliquaires, plutôt que des lieux. Voir par exemple le sanctuaire national Saint-Olivier-Plunket de Drogheda en Irlande.

## Liste des sanctuaires

### Sanctuaires internationaux
Entre onze et douze sanctuaires sont en 2023 reconnus sanctuaires internationaux :

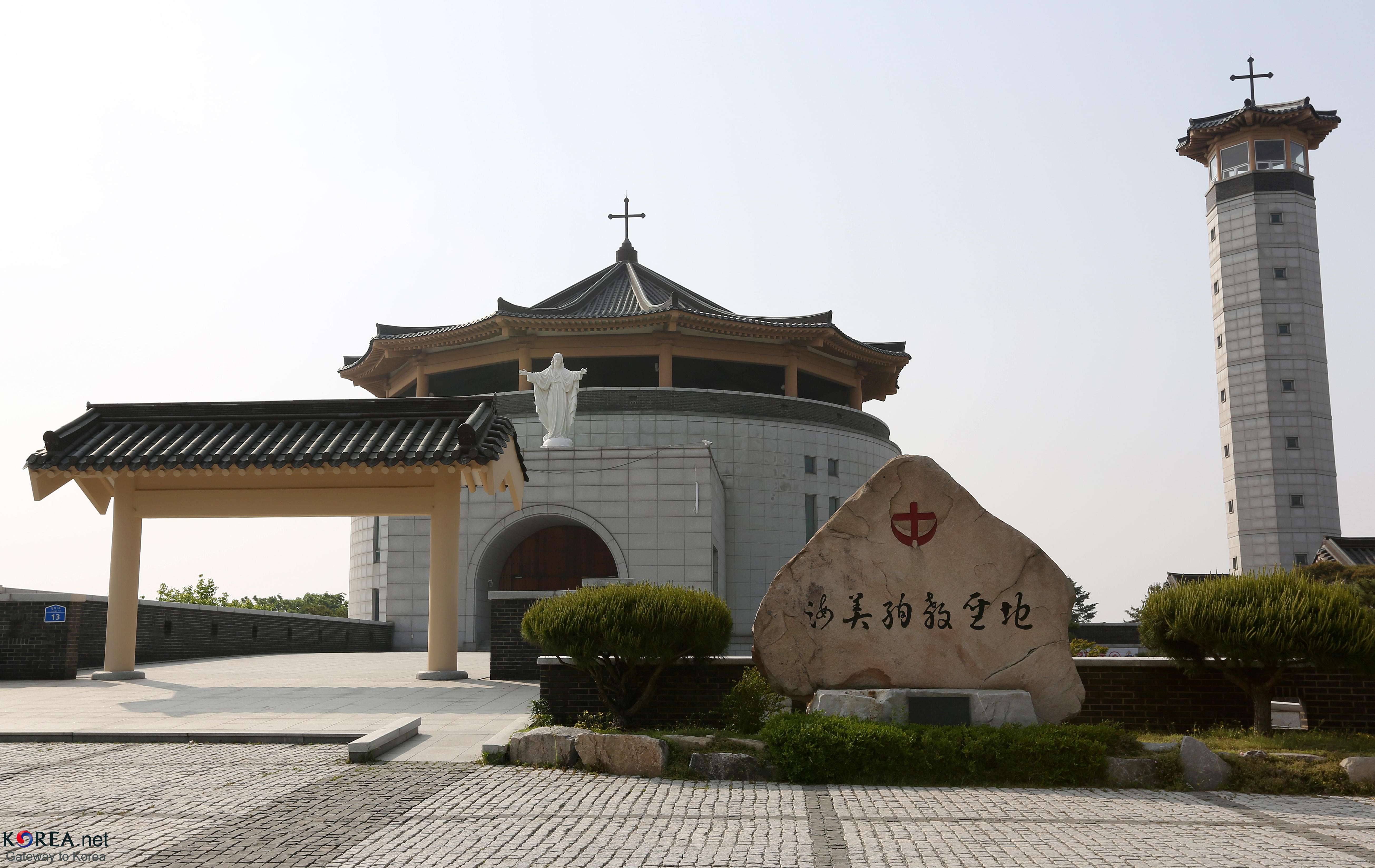
Le sanctuaire du Martyre de en Corée du Sud, l’un des sanctuaires internationaux.

- Le sanctuaire du Martyre de Haemi (ko) en Corée du Sud, l’un des sanctuaires internationaux.en Corée du Sud (où est officiellement utilisée l’appellation « lieu de pèlerinage international »[17], et où les deux sanctuaires sont parfois comptés comme un seul[18]) :
  - le sanctuaire du Martyre de Haemi (ko) dans la municipalité de Seosan[19], désigné le 29 novembre 2020[g 6],[20] avec une annonce le 1er mars 2021[21] ;
  - les Sentiers du pèlerinage catholique de Séoul[19], désignés le 14 septembre 2018[g 7],[17] ;
- en Inde, l’église Saint-Thomas de Malayattoor (en) près d’Angamaly, rattachée à l’Église catholique syro-malabare, désignée en 2004[g 8],[22] ou 2005[23] ;
- en Irlande, le sanctuaire Notre-Dame de Knock, désigné le 19 mars 2021[g 9],[24],[25],[26] ;
- en Italie :
  - la Sainte Maison à Lorette, désignée le 4 mars 1997[g 10] ;
  - la basilique Saint-Antoine de Padoue[g 11], désignée en 1993[27] ;
- en Lettonie, la basilique de l’Assomption d’Aglona, désignée (en 2002 ?)[g 12] à l’entrée en vigueur d’un accord signé en 2000[28] ;
- aux Philippines, la cathédrale de l’Immaculée-Conception d’Antipolo, également sanctuaire Notre-Dame-de-la-Paix-et-du-Bon-Voyage[g 5], changement annoncé en 2022[18],[29] et entré en application en 2023[30] ;
- en Pologne :
  - le sanctuaire de la Miséricorde-Divine de Cracovie[g 13], désigné le 17 août 2002[31] ;
  - le sanctuaire Notre-Dame-des-Douleurs de Stary Wielisław, désigné en 2001[g 14],[32] ;
  - l’abbaye Sainte-Edwige de Trzebnica[g 15] ;
- au Portugal, la basilique Notre-Dame-du-Rosaire de Fátima[g 16].

### Sanctuaires nationaux
Il y a plus de 200 sanctuaires nationaux. La liste complète en est difficile à maintenir, du fait de l’aspect décentralisé de la notion ; certaines conférences épiscopales communiquent peu de plus sur ces évolutions organisationnelles.
- Il semble n’y avoir qu’une dizaine de sanctuaires nationaux en Afrique[Note 3] : on en trouve un premier au Burkina Faso[33], un deuxième en République démocratique du Congo[g 18],[34], un troisième en Côte d’Ivoire[g 19],[35],[36], un quatrième au Kenya[g 20],[37], un cinquième au Mali[g 21], un sixième au Nigeria[g 2], un autre en Ouganda[g 22], et un dernier au Sénégal[38].
- En Amérique centrale — y incluant le Mexique et les Antilles, dont Porto Rico et Trinité-et-Tobago —, il y a autour de vingt-cinq sanctuaires nationaux[Note 4].
- Il y a environ soixante-quinze sanctuaires nationaux en Amérique du Nord, en ne comptant que le Canada et les États-Unis[Note 5]. Le premier pays en compte six (voir également la liste des sanctuaires nationaux du Canada), alors que les États-Unis multiplient les lieux sanctuarisés — quitte à favoriser les destitutions.

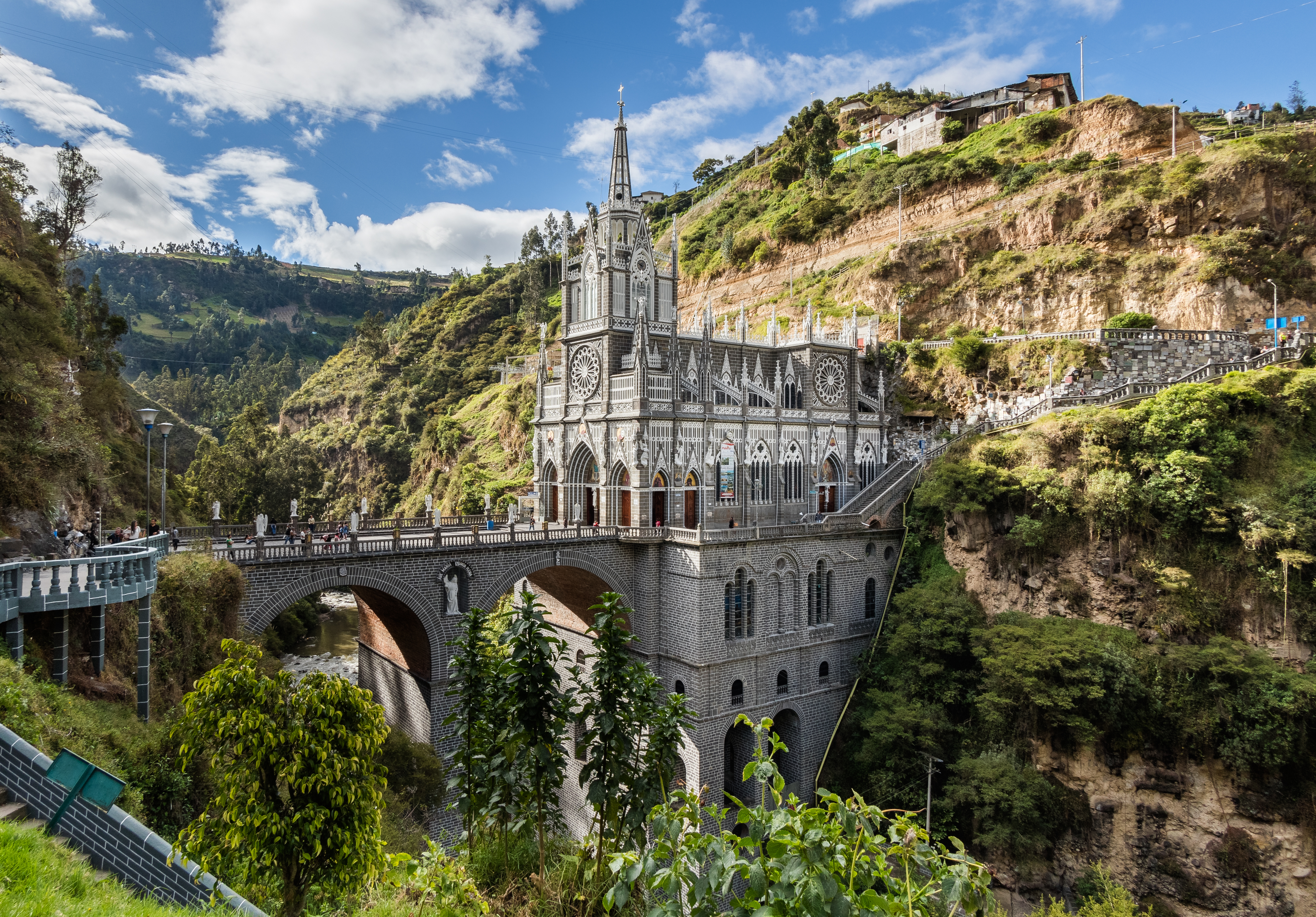
Le sanctuaire Notre-Dame-de-Las-Lajas d’Ipiales en Colombie, l’un des trois sanctuaires nationaux de la Conférence épiscopale de Colombie.

- Le sanctuaire Notre-Dame-de-Las-Lajas d’Ipiales en Colombie, l’un des trois sanctuaires nationaux de la Conférence épiscopale de Colombie.Il y a une grosse trentaine de sanctuaires nationaux en Amérique du Sud[Note 6]. Parmi eux, un certain nombre sont des églises associées à l’indépendance du pays (Maipú[g 23] pour le Chili, Quito[g 24] pour l’Équateur, Achaguas[g 25] pour le Venezuela), d’autres sont liés au saint patron du pays (Luján[g 26] pour l’Argentine, Aparecida[g 27] pour le Brésil, Quito encore[g 24] pour l’Équateur, Coromoto[g 28] pour le Venezuela).
- Il y a une petite cinquantaine de sanctuaires nationaux en Asie[Note 7]. Plus de la moitié cependant sont situés aux Philippines (3e pays ayant le plus de catholiques au monde), avec également une forte densité au Sri Lanka.
- On compte une quarantaine de sanctuaires nationaux en Europe[Note 8]. L’Angleterre et le pays de Galles (regroupés dans une même conférence épiscopale) en reconnaissent une dizaine, mais nombre de pays n’en ont qu’un seul (Albanie[g 29], Allemagne[g 30], Autriche[g 31], Belgique[g 32], Biélorussie[g 33], Bulgarie[g 34], etc.) ou peu (Croatie, Espagne, France, Pologne, etc.).
- En Océanie, quatre lieux de culte sont reconnus sanctuaires nationaux en Australie[g 35],[g 36],[g 37],[g 38], et un en Nouvelle-Zélande[g 39],[39].

### Sanctuaires destitués
Si un sanctuaire baisse trop en fréquentation, n’arrive pas à maintenir la qualité d’accueil, doit fermer, etc., il peut être destitué de ses statuts. Par exemple, l’USCCB vérifie chaque sanctuaire de son territoire tous les dix ans,. On ne peut guère espérer lister tous les sanctuaires déchus, seulement citer des exemples.
- Le couvent Sainte-Élisabeth (en) de Bensalem, en Pennsylvanie, aux États-Unis, a été sanctuaire national Sainte-Catherine-Drexel de 2008[41] jusqu’en 2017[g 40], car il accueillait la tombe de la sainte. Il a fermé en 2017 à la suite de la vente des bâtiments au monde séculier. La tombe a été l’année suivante déplacée à la cathédrale Saints-Pierre-et-Paul de Philadelphie, et c’est donc cet édifice qui pourrait regagner le statut, ayant rapidement été nommé sanctuaire diocésain[42].
- Le sanctuaire national du Sacré-Cœur-de-Jésus de Harleigh, en Pennsylvanie, aux États-Unis, désigné en 1997 soit dans les quatre premiers sanctuaires nationaux américains[43], a été fermé en 2011 pour des raisons financières, peu après le décès de son fondateur[44].
- L’ancien siège de l’éparchie Notre-Dame-de-Nareg de l’Église catholique arménienne à New York aux États-Unis, qui a occupé tour à tour deux bâtiments sous le nom de « cathédrale Sainte-Anne » — l’église Sainte-Anne (en) de Manhattan et l’église Saint-Vincent-de-Paul de Williamsburg —, était également un sanctuaire national Sainte-Anne[g 41],[45]. Ces titres n’ont pas été maintenus, et le siège de l’éparchie est à présent la cathédrale Saint-Grégoire-l’Illuminateur (en) de Glendale en Californie.
- L’église Saint-Jacques de Međugorje[g 42] en Bosnie-Herzégovine — liée à des apparitions mariales discutées — a eu le statut de sanctuaire national lorsqu’elle était sous la responsabilité de la Conférence épiscopale de Yougoslavie (en)[46]. Elle l’a perdu avec la disparition de la Yougoslavie en 1992 et la dissolution de sa conférence épiscopale l’année suivante. Le bâtiment est aujourd’hui sur le territoire géré par la Conférence épiscopale de Bosnie-Herzégovine, et c’est elle qui pourrait redonner le statut[46].

Cela est sans compter les églises qui ont un jour été qualifiées de « sanctuaire national », mais ont arrêté d’utiliser la dénomination pour se mettre en conformité avec les définitions postérieures, comme par exemple l’église du Sacré-Cœur-de-Jésus de Moca en République dominicaine,.